# Comtat de Barby

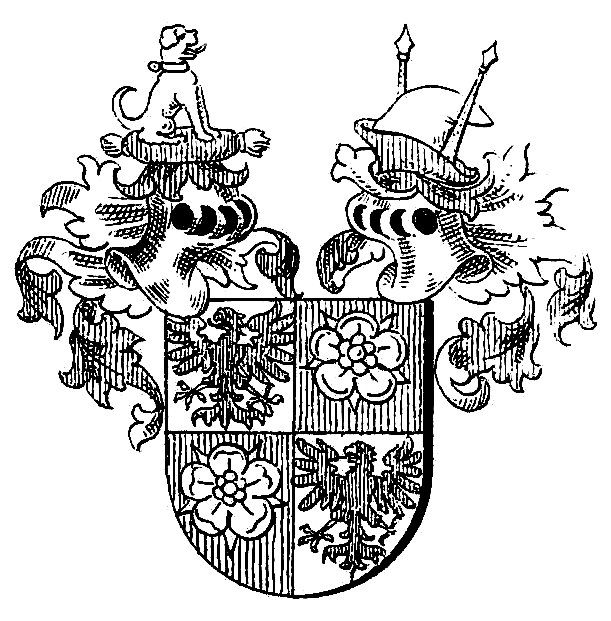
Armes

El comtat de Barby fou una jurisdicció feudal del Sacre Imperi Romanogermànic centrat a Barby a la moderna Saxònia-Anhalt, districte de Salzlandkreis, a la riba esquerra de l'Elba prop de la confluència amb el Saale, a uns 25 km al sud-est de Magdeburg.
El burgraviat de Barby s'esmenta per primer cop el 961 sota el rei Otó I. En la primera part del segle XI l'àrea fou donada en feu als comtes d'Arnstein o Arnstedt (població propera), que van agafar el nom de comtes de Barby. Els comtes van aconseguir la immediatesa imperial el 1497. La nissaga es va extingir el 1659 i el comtat va passar als ducs de Saxònia-Weissenfels, que era una branca júnior de la casa dels Wettin de la Saxònia Electoral. A la mort del duc Jordi Albert de Saxònia-Weissenfels sense fills el 1739 els seus dominis, incloent Barby, van passar a l'Electorat de Saxònia. L'elector va llogar Barby al comte de Zinzendorf a canvi d'una quantitat de diners, i va esdevenir seu del quarter general de l'Església Morava i del seu seminari teològic.

## Comtes de Barny
- Gualter I d'Arnstedt vers 1060
- Gualter II, mort 1126: with...
- Annó, esmentat el 1122
- Gualter III d'Arnstein vers 1135-1166 i I de Barby
- Gualter II 1172-1199
- Divisió en les línies de Barby-Barby, Barby-Arnstein i Barby-Lindow

## Barby-Arnstein
- Albrecht 1209-1229
- Walter 1229-1284
- A Barby-Barby

## Barby-Barby (I)
- Gualter I d'Arnstein 1213-1253
- Albert I vers 1268
- Günther I mort vers 1260
- Burcard I de Mühlingen 1260-1271
- Gualter III 1260-1282
- Albert II 1271-1314
- Albert III 1271-1318
- Walter IV de Rosenburg 1281-1326
- Burcard II 1284-1308
- Albert IV 1318-1332
- Günther II 1332-1404
- Albert V 1332-1358
- Joan 1404-1405
- Burcard III 1404-1420
- Günther IV 1420-1493
- Burcard IV (comte imperial immediat 1497) 1493-1506
- Just I 1506-1515
- Baltasar 1515-1535
- Wolfgang I 1535-1565
- Divisió en Barby-Barby i Barby-Mühlingen

## Barby-Barby (II)
- Wolfgang II 1565-1615
- Wolfgang Frederic 1615-1617
- Just Günther 1617-1651
- A Barby-Mühlingen

## Barby-Mühlingen
- Just III 1565-1609
- Albert Frederic 1609-1641
- August Lluís 1641-1659
- A Saxònia-Weissenfels

## Barby-Lindow
- Gebhard 1211-1256
- Günther I (a Lindow i Mühlingen) 1256-1284
- Walter 1256-1279
- Divisió en tres branques: vella, mitjana i jove

## Vella de Lindow
- Albert 1284-1290
- Adolf 1290-1346
- Cristòfol 1290-1302
- Valdemar 1346-1360
  - Ulric III 1360-1372 (+1377)
- A Anhalt 1372

## Mitjana de Lindow
- Burcard 1284-1311
- Günther II 1311-1312
- Joan I 1311-1318
- A la línia vella de Lindow 1318

## Jove de Lindow
- Ulric I 1284-1316
- Günther III 1316-1334
- Ulrich II 1316-1360
- Divisió en Barby-Ruppin i vella de Lindow

## Barby-Rupin
- Günther IV 1360-1377
- Albert II 1360-1391
- Günther V 1391-vers 1413
- Albert III 1391-1420
- Albert IV 1420-1460
- Joan II 1460-1500
- Joaquim 1500-1507
- Wichmann 1507-1524
- A Brandenburg 1524